# Nemorilla oceanica
Nemorilla oceanica är en tvåvingeart som beskrevs av Charles Howard Curran 1929. Nemorilla oceanica ingår i släktet Nemorilla och familjen parasitflugor. Inga underarter finns listade i Catalogue of Life.